# Who We Are Now
Who We Are Now ist ein Filmdrama von Matthew Newton, das am 9. September 2017 im Rahmen des Toronto International Film Festivals seine Premiere feierte und am 25. Mai 2018 in die US-amerikanischen Kinos kam.

## Handlung
Die wegen fahrlässiger Tötung zu zehn Jahren Gefängnis verurteilte Beth engagiert eine junge, idealistische Strafverteidigerin, die das Sorgerecht für ihren Sohn erlangen soll.

## Produktion
Regie führte Matthew Newton, der auch das Drehbuch schrieb.
Der Film feierte am 9. September 2017 im Rahmen des Toronto International Film Festivals seine Premiere. Ein erster Trailer wurde am 18. Mai 2018 veröffentlicht. Am 25. Mai 2018 kam der Film in die US-amerikanischen Kinos.

## Rezeption

### Kritiken
Der Film konnte bislang 96 Prozent der Kritiker bei Rotten Tomatoes überzeugen und erhielt hierbei eine durchschnittliche Bewertung von 7,9 der möglichen 10 Punkte.

### Auszeichnungen (Auswahl)
Montclair Film Festival 2018
- Auszeichnung mit dem Publikumspreis – Narrative Feature (Matthew Newton)
- Auszeichnung im Narrative Feature Competition – Honorable Mention (Julianne Nicholson)
- Auszeichnung im Narrative Feature Competition – Special Jury Prize (Julianne Nicholson)
- Nominierung im Narrative Feature Competition (Matthew Newton)